# Liste des sénateurs de la Seine
Cet article présente la liste des sénateurs élus dans le département de la Seine avant la  réorganisation de la région parisienne en 1964.

## Sénateurs de la Seine sous laIIIeRépublique
Chaque élection sénatoriale renouvelle tous les trois ans le tiers de ses membres. Les séries étant définis par ordre alphabétique départements des métropolitains , la Seine est inclus dans la Série C (de l'Orne à l'Yonne). Outre le premier scrutin de 1876, la série C est renouvelée en 1882, 1891, 1900, 1909, 1920, 1927 et 1935. En raison de la Première Guerre mondiale, le renouvellement de 1918 est prorogées par la loi du 31 décembre 1917. En remplacement des sénateurs décédés durant leur mandat, les élections partielles se tiennent conjointement aux élections suivantes dans les séries A ou B, et les sénateurs élus siègent jusqu'à la fin de la mandature de la série C.
Elu à l'issue des élections sénatoriales de 1876
- Ferdinand Hérold de 1876 à 1882 (décès)
- Victor Hugo de 1876 à 1885 (décès)
- Alphonse Peyrat de 1876 à 1890 (décès)
- Henri Tolain de 1876 à 1897 (décès)
- Charles de Freycinet de 1876 à 1920

Elu à l'issue des élections sénatoriales de 1882
- Jean Labordère de 1882 à 1883 (décès)
  - Jacques Songeon de 1885 à 1889 (décès)
  - Georges Martin de 1885 à 1891
  - François Poirrier de 1889 à 1917 (décès)

Elu à l'issue des élections sénatoriales de 1891
- René Goblet de 1891 à 1893 (démission)
- Arthur Ranc de 1891 à 1900
- Alexandre Lefèvre de 1891 à 1914 (décès)
  - Charles Floquet de 1894 à 1896 (décès)
  - Désiré Barodet de 1896 à 1900
  - Paul Strauss de 1897 à 1936
  - Alfred Thuillier de 1899 à 1909
  - Athanase Bassinet de 1899 à 1914 (décès)

Elu à l'issue des élections sénatoriales de 1900
- Charles Expert-Bezançon de 1900 à 1909
- Léon Piettre de 1900 à 1909
  - Alfred Mascuraud de 1905 à 1926 (décès)
  - Auguste Ranson de 1907 à 1927

Elu à l'issue des élections sénatoriales de 1909
- Adolphe Maujan de 1909 à 1914 (décès)
- Auguste Gervais de 1909 à 1917 (décès)
- Léon Barbier de 1909 à 1919
  - Paul Magny de 1914 à 1925 (décès)
  - Charles Deloncle de 1914 à 1936
  - Théodore Steeg de 1914 à 1940

Elu à l'issue des élections sénatoriales de 1920
- André Berthelot de 1920 à 1927
- Louis Dausset de 1920 à 1927
- Raphaël Levy de 1920 à 1927
- Ernest Billiet de 1920 à 1927
  - Alexandre Millerand de 1925 à 1927

Elu à l'issue des élections sénatoriales de 1927
- Amédée Dherbecourt de 1927 à 1936
- Lucien Voilin de 1927 à 1936
- Pierre Laval de 1927 à 1936
- Charles Auray de 1927 à 1938 (décès)
- André Morizet de 1927 à 1940
- Auguste Mounié de 1927 à 1940
- Alexandre Bachelet de 1927 à 1940

Elu à l'issue des élections sénatoriales de 1935
- Marcel Cachin de 1936 à 1940
- Jean-Marie Clamamus de 1936 à 1940
- Eugène Fiancette de 1936 à 1940
- Henri Sellier de 1936 à 1940
- Paul Fleurot de 1936 à 1940
  - Victor Constant de 1938 à 1940

## Sénateurs de la Seine sous laIVeRépublique
- Max André de 1946 à 1947
- Marc Gerber de 1946 à 1948
- Léon Mauvais de 1946 à 1948
- Simone Rollin de 1946 à 1948
- Julien Brunhes de 1946 à 1948 et de 1952 à 1959
- Bernard Lafay de 1946 à 1951
- Marcel Renet de 1946 à 1952
- Georges Marrane de 1946 à 1956
- Henri Barré de 1946 à 1958
- Suzanne Girault de 1946 à 1958
- Marcelle Devaud de 1946 à 1958
- Gilberte Brossolette de 1946 à 1958
- Joanny Berlioz de 1946 à 1958
- Léo Hamon de 1946 à 1958
- Georges Laffargue de 1946 à 1958
- Jean Primet de 1946 à 1958
- Yvonne Dumont de 1946 à 1959
- Gabriel Ferrier de 1947 à 1948
- Édouard Corniglion-Molinier de 1948 à 1951
- Pierre de Gaulle de 1948 à 1951
- André Souquière de 1948 à 1952
- Jean Chaintron de 1948 à 1958
- Jacques Debû-Bridel de 1948 à 1958
- Henry Torrès de 1948 à 1958
- Jean Bertaud de 1948 à 1959
- Ernest Petit de 1948 à 1959
- Jean Fleury de 1951 à 1952
- Jean Guiter de 1951 à 1952
- Charles Deutschmann de 1951 à 1958
- Waldeck L'Huillier de 1952 à 1959
- Edmond Michelet de 1952 à 1959
- René Plazanet de 1952 à 1959
- Renée Dervaux de 1956 à 1959
- Jean Lolive en 1958
- Raymond Baudin de 1958 à 1959
- Raymond Bossus de 1958 à 1959
- Maurice Coutrot de 1958 à 1959
- Georges Dardel de 1958 à 1959
- André Fosset de 1958 à 1959
- Robert Francotte de 1958 à 1959
- Charles Fruh de 1958 à 1959
- Pierre Giraud de 1958 à 1959
- Joseph Lanet de 1958 à 1959
- Roger Ménager de 1958 à 1959
- Louis Talamoni de 1958 à 1959

## Sénateurs de la Seine sous laVeRépublique (1959-1968)
- Edmond Barrachin
- Jacques Baumel (1959-1967)
- Maurice Bayrou
- Raymond Bossus (1962-1968)
- Julien Brunhes
- Georges Cogniot
- Maurice Coutrot
- Georges Dardel
- Renée Dervaux
- Jacques Duclos
- Jean Fleury (1962-1968)
- André Fosset
- Charles Fruh
- Jean Ganeval
- Roger Garaudy (1959-1962)
- Raymond Guyot
- Bernard Lafay (1959-1967)
- Joseph Lanet (1967-1968)
- Waldeck L'Huillier (1959-1962)
- Jacques Marette (1959-1962)
- Georges Marrane
- Edmond Michelet (1959)
- Dominique Pado (1967-1968)
- Ernest Petit
- Louis Talamoni (1963-1968)
- Jeannette Vermeersch
- Jean-Louis Vigier